# Michael Sopkiw
Michael Sopkiw (ur. 12 stycznia 1954 w Connecticut) – amerykański aktor filmowy i model.
Początkowo w latach 70. pracował w Anglii jako rybak na Morzu Północnym. W końcu zaczął żeglować na jachtach i statkach. Spędzeniu rok w college'u w Miami na Florydzie, zanim został aresztowany przez DEA za przemyt marihuany i spędził półtora roku w więzieniu. W późnych latach 70. został zwolniony warunkowo, studiował aktorstwo pod kierunkiem Warrena Robertsona w Nowym Jorku, a następnie w Europie pracował przez krótki okres na wybiegu jako model zawiązany z Ford Modeling Agency. W 1983 zadebiutował jako Parsifal w filmie 2019 - Dopo la caduta di New York.

## Wybrana filmografia
- 1983: 2019 - Dopo la caduta di New York jako Parsifal
- 1984: Siła zemsty (Blastfighter) jako Jake 'Tiger' Sharp
- 1984: Monster Shark (Shark: Rosso nell'oceano) jako Peter
- 1985: Zagubieni w dolinie dinozaurów (Nudo e selvaggio)[3] jako Kevin Hall[4]
- 2007: Bad Dog and Superhero jako klient w kawiarni i lokalnym barze